# Hoofdpostkantoor (Leeuwarden)
Het hoofdpostkantoor in Leeuwarden is een voormalig postkantoor gelegen aan de Tweebaksmarkt nummer 25 en is een rijksmonument. Het pand is ontworpen door de Rijksbouwmeester C.H. Peters. Het heeft een rijk bewerkte houten kap die leunt op grote pilaren. In het gebouw is tegenwoordig een hotel en congrescentrum gevestigd.

## Geschiedenis
Aan het begin van de twintigste eeuw bleek het postkantoor van Leeuwarden aan de Wortelhaven te klein en besloot het Ministerie tot nieuwbouw, dat ook aan telegrafie en telefonie plaats moest bieden.
Bij de sloop van de aanwezige bebouwing vond men resten van het voormalige klooster van de minderbroeders, waaronder muurresten en een poortje. Deze vondsten werden in het nieuwe gebouw geïntegreerd. In 1903 werd het gebouw in gebruik genomen.
Het gebouw ontsnapte in april 1945 maar net aan volledige vernietiging. De Duitse bezetter had het gebouw van explosieven voorzien om het bij hun terugtrekking op te kunnen blazen. De omwonenden waren al gewaarschuwd om hun huizen te verlaten. Het Friese Verzet had echter de trotylblokjes vervangen door namaak van hout. Toen de bezetters de lont aanstaken gebeurde er niets en het gebouw bleef gespaard.
In de jaren vijftig bleek het gebouw te klein en was uitbreiding noodzakelijk.

## Latere functie
In 2003 werd het in gebruik genomen als congrescentrum "Post-Plaza" en in 2008 werd het uitgebreid tot Grand Hotel Post-Plaza, door een restaurant en 43 kamers in het naastgelegen pand, de vroegere Gratama en DNB. In 2015 kreeg het congrescentrum een herbestemming en werden er nog eens 40 kamers en een grand café gerealiseerd in het postkantoor. De naam werd gewijzigd in Post-Plaza Hotel & Grand Café.

## Grand Café
Het Grand Café is gelegen in het hart van het voormalige postkantoor. Los van het interieur en het historische karakter, is eten en drinken het belangrijkst. Het concept is gebaseerd op een Franse brasserie en de gerechten worden geserveerd op grote plateaus.

## Koffiebranderij
Het Grand Café beschikt over een eigen koffiebranderij, welke is gerealiseerd in 2015. Er worden jaarlijks meer dan 5000 koffiebonen gebrand. Een voordeel van zelf koffie branden is de controle over de kwaliteit. De koffiebonen zijn te koop in de winkel gelegen in het Grand Café.

## Zalen
Binnen de twee panden van Post-Plaza bevinden zich verschillende ruimtes voor evenementen en vergaderingen.
Bodekamer
De Bodekamer is gelegen aan de voorzijden van het hotel met uitzicht op het provinciehuis. Op de vloer ligt een antieke parketvloer, de kamer heeft een ornamenten plafond, moderne lampen en een open haard. De Bodekamer is geschikt voor een evenement voor maximaal 26 personen.
Tuinkamer
De Tuinkamer is geschikt voor een evenement tot maximaal 42 personen. Deze ruimte is gelegen aan de stadstuin van Post-Plaza en is niet een geheel afgesloten ruimte.
Postkamer
De Postkamer is gelegen op de tweede etage van het voormalige postkantoor. De ruimte heeft karakteristieke details en beschikt over een eigen koffiebar en toiletruimte.
Plugzaal
De Plugzaal is gelegen op de eerste etage van het voormalige postkantoor. Deze zaal refereert aan de historie van het pand, waar vroeger dames het telefoonverkeer van Leeuwarden regelden.